# Grand Mont Ruan
Grand Mont Ruan – szczyt w Préalpes de Savoie, części Alp Zachodnich. Leży w południowej Szwajcaii w kantonie Valais. Należy do Massif du Giffre. Szczyt można zdobyć ze schroniska Refuge de la Vogealle (1901 m).